# Світанок (агрохолдинг)
Агрофірма «Світанок» — український агрохолдинг, другий за величиною власник землі в Україні. За даними Державної служби геодезії, картографії та кадастру, на території Білоцерківського району у 2021 році він володів 1841 га (4550 га).
Сільгосппідприємство було перетворено у 1993 році з колгоспу «Колгосп імені Щорса» Тетяною Засухою, яка була обрана головою правління у 1993 році замість свого чоловіка Анатолія Засухи. Фактичний колгосп утворений у 1950 році з трьох інших колгоспів. У 1985–1993 роках господарством керував Анатолій Засуха. У 2000 році господарство було приватизовано. 
Фірма володіє щонайменше трьома елеваторами та кількома цукровими заводами «Салівонківський» та «Червонський Цукровик».
Агрофірма є головним спонсором ФК «Колос Ковалівка».
У 2013 році Антимонопольний комітет України дозволив розширення агрофірми «Світанок».
На початку 2021 року міністр аграрної політики заявив, що проти компанії можуть бути запроваджені санкції РНБО України.